# 234년

## 연호
- 위(魏) 청룡(靑龍) 2년.
- 촉(蜀) 건흥(建興) 12년.
- 오(吳) 가화(嘉禾) 3년.

## 기년
- 위(魏) 명제(明帝) 8년.
- 촉(蜀) 후주(後主) 12년.
- 오(吳) 대제(大帝) 13년.
- 신라(新羅) 조분 이사금(助賁泥師今) 5년.
- 고구려(高句麗) 동천왕(東川王) 8년.
- 백제(百濟) 사반왕(沙伴王) 원년 / 고이왕(古爾王) 원년.

## 사건
- 백제,  구수왕 세상을 떠남.  사반왕 왕의 자리에 오름.
- 뒤이어 고이왕 왕의 자리에 오름.

## 사망
- 촉나라 장군 이엄.
- 촉나라 승상 제갈량.
- 촉나라 승상 제갈량의 부인 황부인.
- 백제(百濟) 6대 국왕 구수왕 (재위 : 214년 - 234년).
- 후한 제14대 황제 헌제 유협.
- 중국 삼국시대 격검의 달인이자 명군 서서.
- 고구려(高句麗)의 왕후(王后) 왕후 우씨(王后 于氏)